# Louis-Camille Maillard
Louis Camille Maillard (francés: /majaʁ/; 4 de febrero de 1878 - 12 de mayo de 1936) fue un médico y químico francés conocido principalmente por haber sido el primero en haber descrito y haber dado explicación detallada de la reacción que lleva su nombre, la reacción de Maillard. También fue secretario del congreso esperantista mundial organizado por el Groupe Médical Espérantiste de France.

## Biografía
Louis Maillard fue el hijo menor del doctor Arthur Maillard (1841-1920). Maillard se graduó en el Liceo Henri-Poincaré de Nancy en 1894 con un "bachiller" (es decir, después de haber aprobado con éxito el examen final opcional) en literatura y filosofía.
Gracias a sus destacadas aptitudes, ingresó en la Facultad de Ciencias de la Universidad de Nancy a la edad de 16 años. Fue alumno del profesor Albin Haller. Maillard obtuvo su Maestría en Ciencias en Nancy en 1897 recibiendo una medalla de plata. Allí logró un gran éxito en las ciencias naturales, especialmente en química. Su primer trabajo científico fue sobre el efecto de la piedra caliza en las plantas. En 1897, comenzó su trabajo en la División de Química de la Facultad de Medicina de la Universidad de Nancy. Aquí recibió un diploma en zoología (1899). A la edad de 20 años, presentó su primer informe científico en un congreso internacional en Cambridge.

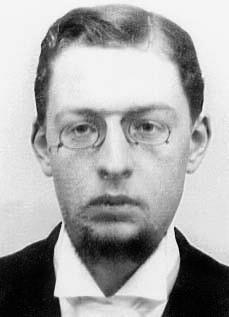
Louis Maillard en 1903

Su destacado nivel en química, entre otras ciencias naturales, lo llevó a unirse a la Facultad de Medicina de la Universidad de París en 1902 bajo el liderazgo del profesor Armand Gautier. Obtuvo su doctorado en medicina en 1903. Así, en 1914, se mudó a París, donde trabajó como jefe del grupo de biológía en el Laboratorio de Química de la Universidad de París. En 1919 fue nombrado profesor de química biológica y médica en la División de Farmacia de la Universidad de Argel, en la Facultad de Medicina.

### Contribuciones científicas
En París, su trabajo en fisiología, en particular sobre el metabolismo de la urea y las enfermedades renales, lo llevó a presentar nuevas teorías sobre la "imperfección urogénica" y el concepto del "coeficiente de Maillard" o "índice de imperfección ureogénica". Sus ideas demostraron ser muy útiles en el diagnóstico de trastornos renales. El "coeficiente de Maillard" fue utilizado por los nefrólogos hasta la década de 1950.
En 1912, realizó estudios sobre la reacción entre aminoácidos y glúcidos. En 1913 defendió su tesis doctoral sobre este tema. En este momento, no se llegó a apreciar toda la importancia de la reacción estudiada por Maillard. Sin embargo, después de la Segunda Guerra Mundial, esta reacción entre los aminoácidos y los glúcidos que se produce al calentar los alimentos se investigó con más detalle, y se apreció el trabajo pionero de Maillard. A este proceso se le llamó la reacción de Maillard en su nombre y se considera una de sus principales contribuciones a la ciencia. La reacción de Maillard conduce a la formación de numerosos productos, que producen un sabor y aroma específicos en los productos sometidos a calentamiento, incluyendo lo que llamamos "dorar" los alimentos (por ejemplo, al freír, al asar a la parrilla u al hornear). Por esta variedad de trabajos recibió varios premios, incluido el premio de la Academia nacional de Medicina francesa en 1914.
En la década de 1980, se descubrió que la reacción de Maillard tiene efectos nocivos en los organismos vivos. Los productos resultantes de esta reacción (glicosilación no enzimática, posteriormente llamada glicación) son potencialmente tóxicos, pudiendo producir enfermedades o causando complicaciones en la diabetes mellitus.

### Últimos días
Maillard se alistó como soldado ordinario en el ejército francés (agosto de 1914) durante la Primera Guerra Mundial. Sin embargo, pronto fue transferido al Hospital Militar de Val-de-Grâce (París) para servir en la unidad involucrada en la protección y vacunación contra la fiebre tifoidea. Como resultado, el propio Maillard se infectó y la contrajo. 
Después de la guerra, Maillard abandonó abruptamente París en 1919 para ocupar un puesto en el Departamento de Farmacia de la Facultad de Ciencias de la Medicina en Argel (Argelia) donde trabajó hasta el final de su vida. A partir de este momento, cesó prácticamente toda actividad investigadora. Murió repentinamente el 12 de mayo de 1936 en París, mientras era jurado en un concurso para obtener una beca.
Sus restos descansan en el cementerio de Pont-à-Mousson.

## Honores
Maillard fue nombrado caballero de la Legión de Honor el 30 de julio de 1916 por el ministro de Guerra por su servicio al ejército. En ese momento, era Médico Mayor, Primera Clase, en la Reserva del Servicio de Salud del 11º Cuerpo del Ejército. Este título provisional fue eliminado el 24 de diciembre de 1920 por la Tesorería General de Argel, a cambio finalmente de una libreta de ahorro de pensiones.

## Publicaciones
Entre sus publicaciones encontramos:
- Genèse des matières protéiques et des matières humiques (1913)
- Formation de complexes entre les protéines et les hydrates des métaux trivalents (1925)
- Méthode de désalbumination par les aluns (1926).[7]